# Pierre Houin

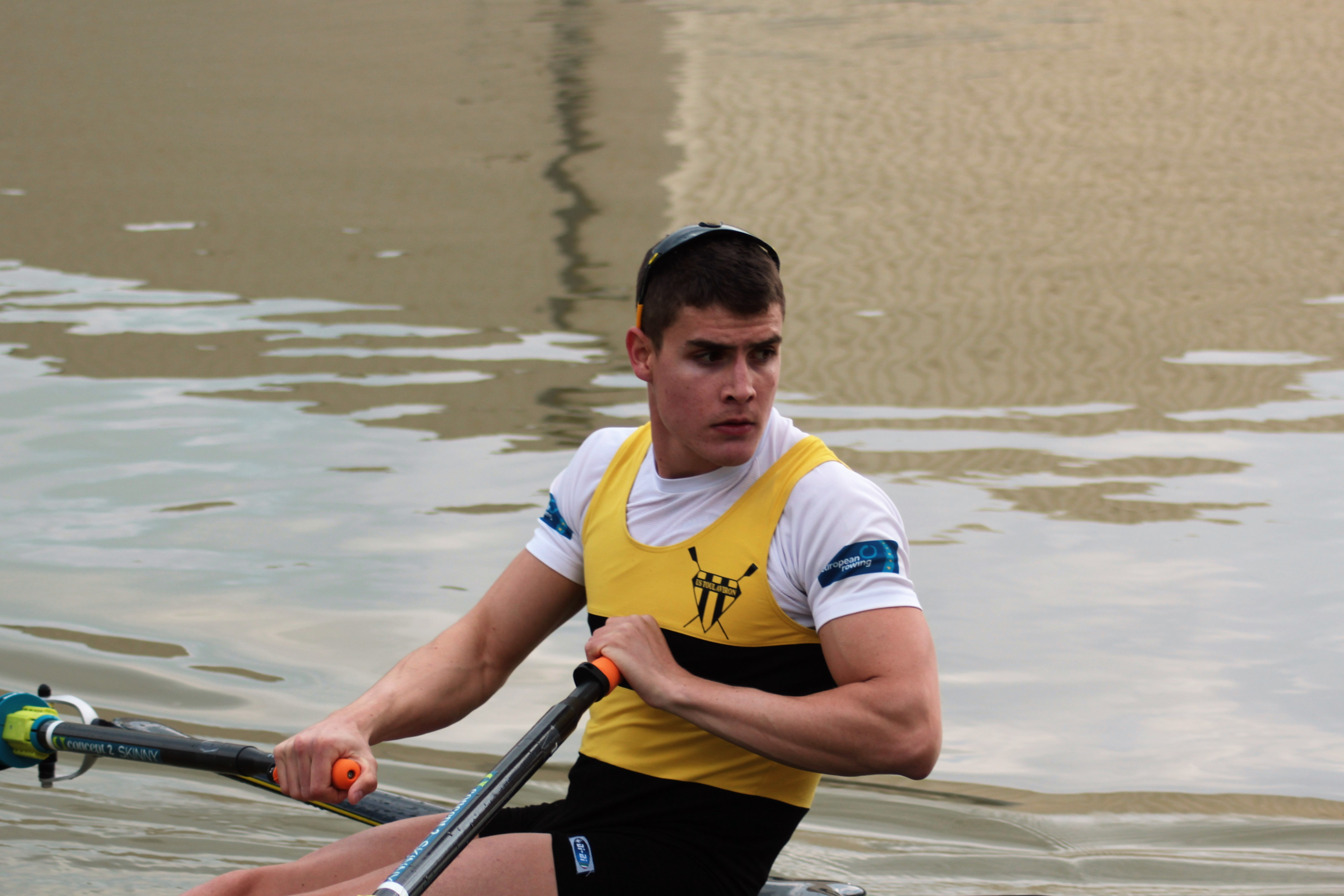
Pierre Houin (2016)

Pierre Houin (* 15. April 1994 in Toul) ist ein französischer Leichtgewichts-Ruderer. 
Houin hatte 2011 und 2012 an den Junioren-Weltmeisterschaften teilgenommen, aber jeweils das A-Finale verpasst. 2013 gewann er bei den U23-Weltmeisterschaften zusammen mit Damien Piqueras die Silbermedaille im Leichtgewichts-Doppelzweier, im Jahr darauf erhielten Houin und Eloi Debourdeau die Bronzemedaille. Zu Beginn der Saison 2015 siegte Pierre Houin bei den Europameisterschaften im Leichtgewichts-Einer. In dieser Bootsklasse siegte er auch beim Ruder-Weltcup in Varese und bei den U23-Weltmeisterschaften. Bei den Weltmeisterschaften auf dem Lac d’Aiguebelette trat er vor heimischem Publikum zusammen mit Maxime Demontfaucon, Damien Piqueras und Morgan Maunoir im Leichtgewichts-Doppelvierer an und gewann einen von zwei Weltmeistertiteln für die Gastgeber. Den anderen Titel gewannen Stany Delayre und Jérémie Azou im Leichtgewichts-Doppelzweier, der im Gegensatz zum Leichtgewichts-Doppelvierer zu den olympischen Bootsklassen gehört.
2016 wechselte Pierre Houin zu Jérémie Azou in den Leichtgewichts-Doppelzweier, die beiden Franzosen siegten bei den Weltcup-Regatten in Luzern und in Posen. Ihren größten Erfolg erkämpften die beiden bei den Olympischen Spielen 2016 in Rio de Janeiro, als sie mit einer halben Sekunde Vorsprung auf die zweitplatzierten Iren die Goldmedaille gewannen. Bei den Europameisterschaften 2017 siegten Houin und Azou mit über zwei Sekunden Vorsprung vor dem irischen Leichtgewichts-Doppelzweier, bei den Weltmeisterschaften in Florida mit gut einer Bootslänge vor dem italienischen Boot.
Für seinen Olympiasieg erhielt er Ende 2016 das Ritterkreuz der Ehrenlegion.